# کاتانوس
کاتانوس (به پرتغالی: Caetanos) یک منطقهٔ مسکونی در برزیل است که در باهیا واقع شده‌است. کاتانوس ۱۴٬۶۰۸ نفر جمعیت دارد.